# Фетх Али-шах
Фетх Али-Шах (азерб. Fətəli şah Hüseynqulu xan oğlu Qovanlı-Qacar; перс. فتحعلی شاه‎) в молодости Баба-хан (Bābā Khan; 1771, Дамган, Семнан — 23 октября 1834, Исфахан) — второй шах Ирана династии Каджаров, правил с 1797 по 1834 год; племянник и преемник основателя Каджарской династии — скопца Аги Мохаммеда. Энциклопедия Ираника считает, что бывшая жена Ага Мохаммед шах Каджара Марьям-ханум была 39 женой Фетх Али-шаха.

## Биография
Фетх Али-Шах любил играть роль венценосного покровителя персидской литературы (и сам, хоть и будучи тюрком, писал стихи на фарси), любил парадность и торжественность, но от природы он был очень слабого характера, а та обстановка, в которой ему пришлось провести молодость и зрелые годы при дяде-деспоте Аге Мохаммеде, ещё более лишила его инициативы. 
Внутри государства скрепление власти Каджарской династии достигалось тем, что должности губернаторов поручались многочисленным членам шахского дома (у Фетх Али-Шаха было 150 сыновей и 20 дочерей). Фатали-шах гордился своим каджарским происхождением, поэтому его называли Фетх Али, шах-и тюрк («тюркский шах»).
В области внешней политики при Фетх Али-Шахе началось влияние России и Великобритании на Иран. Россия после присоединения Грузии присоединила к себе также ханства Бакинское, Кубинское и Дербентское, а после девятилетней войны (1804—1813) к России формально отошли по Гюлистанскому мирному договору (1813) как три названных ханства, так и остальная часть Грузии, Имеретия, Мингрелия, а также Дагестан, Ширван, Шеки, Гянджа, Карабах и Талыш.
Между тем Великобритания, обеспокоенная и действиями Наполеона в Египте и его посольством (1807) в Тегеран, начала уверять в своей дружбе Иран, который вынужден был просить помощи Франции, посылая своего посла к Наполеону и заключая франко-персидский союз, подписав Финкенштейнский договор 4 мая 1807 года. Однако во время Русско-персидской войны (1826—1828) Англия ни в чём не помогла Ирану под тем предлогом, что Иран первый начал наступательные действия.
По Туркманчайскому миру (1828) к России отошли Эриванское и Нахичеванское ханства, со столицей армянской патриархии Эчмиадзином, а Великобритания тогда же сочла нужным ценой небольшой суммы совершенно откупиться от всяких союзнических обязанностей. Фетх Али-Шах был очень рад, когда в следующем году Россия за резню в русском посольстве в Тегеране и убийство А. С. Грибоедова, удовлетворилась смиренными извинениями.
Наследник престола, талантливый Аббас-Мирза, воспитался под влиянием английского посольства, которое при Фетх-Али-Шахе стало постоянным в Иране, а когда, по установившемуся отныне обычаю, получил в управление Иранский Азербайджан, то подвергся и русскому влиянию. Можно было надеяться, что он решительно двинет Иран вперед и приобщит его к европейской культуре, но он умер за год до смерти Фетх Али-Шаха, и престол достался слабоумному Мохаммед-шаху. Кроме того, шах оставил несколько десятков детей, среди которых был целый ряд государственных деятелей, в том числе Хасан Али Мирза и министр науки Аликола Мирза Каджар.

## Портреты

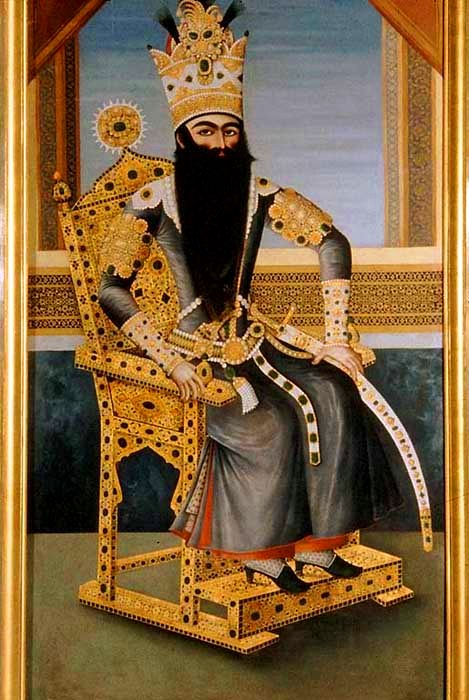
Худ. Михр Али, ок. 1806, Лувр, Париж
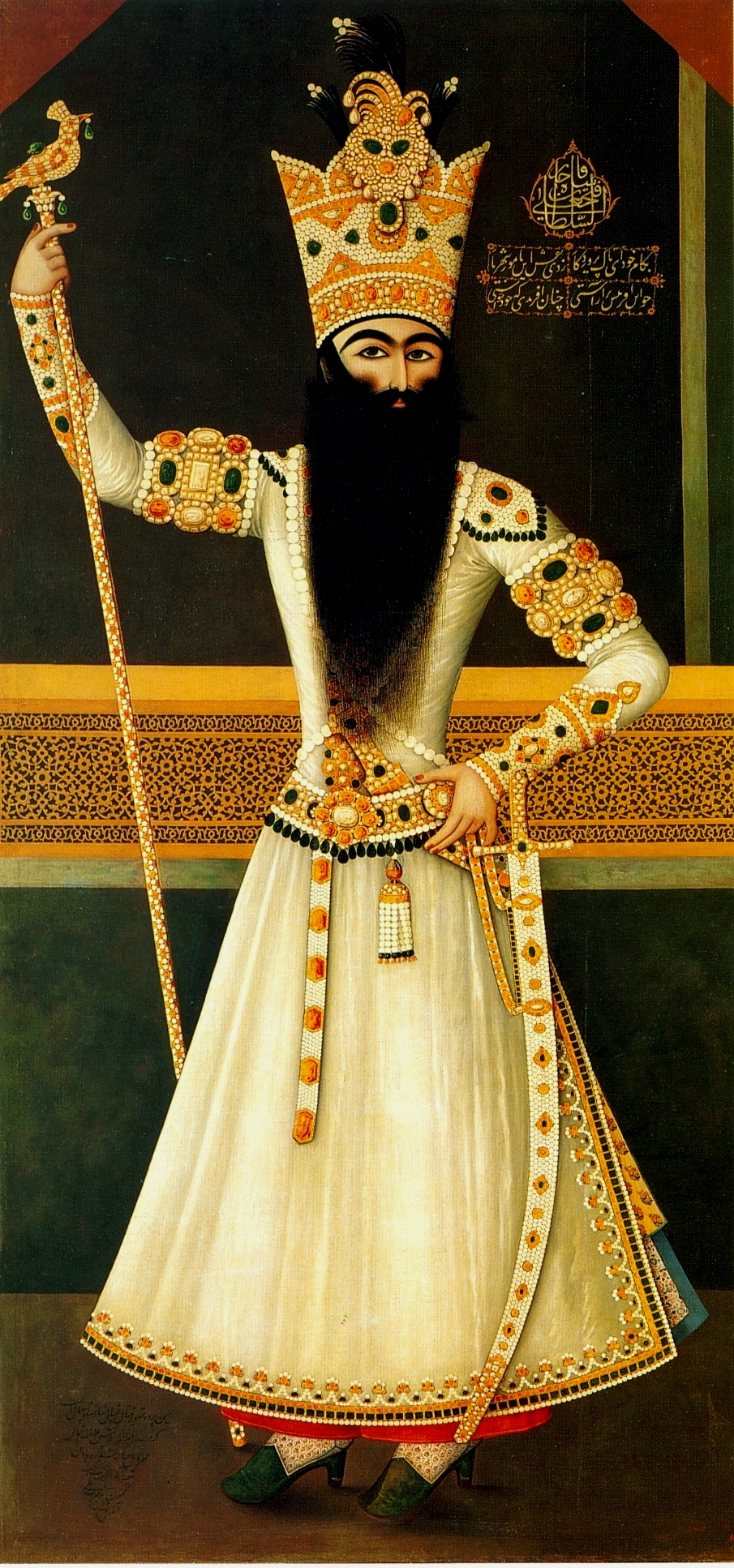
Михр Али, 1809—1810, Государственный Эрмитаж, СПб
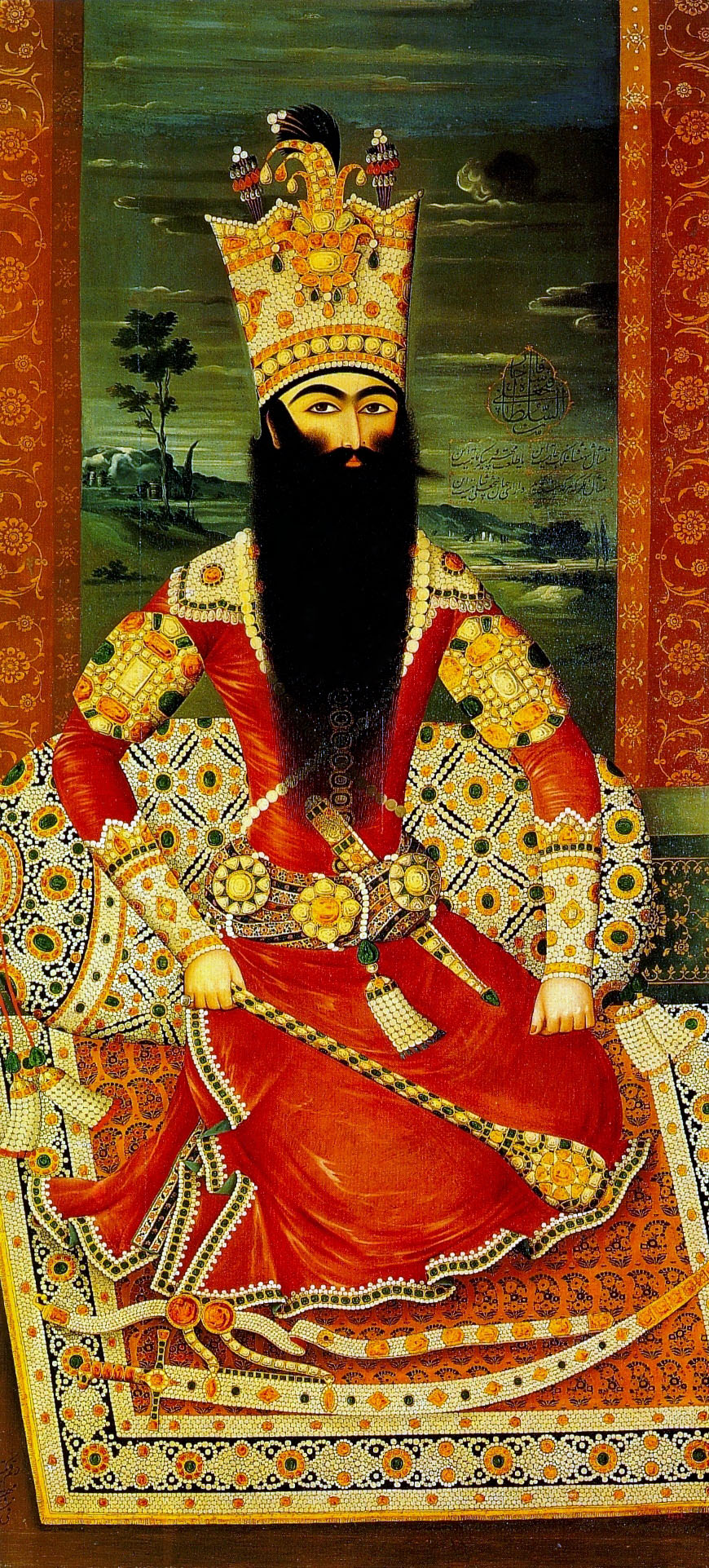
Михр Али, 1813—1814, Эрмитаж, СПб
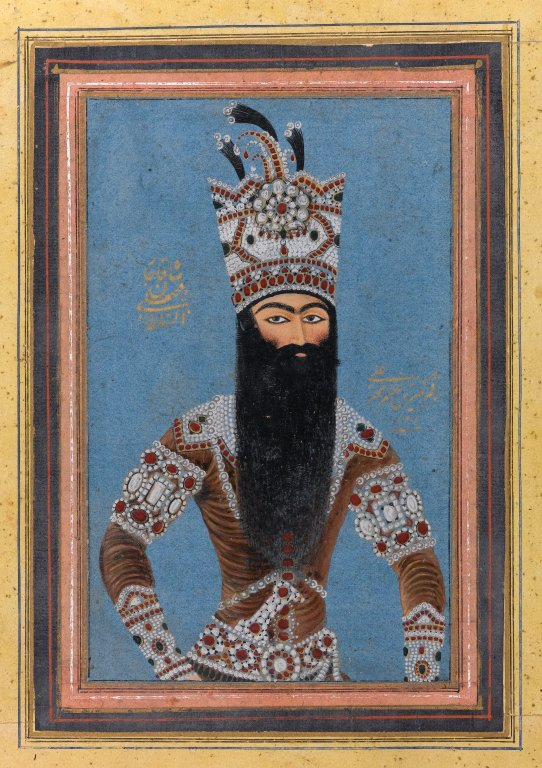
Михр Али, ок. 1815, Бруклинский музей
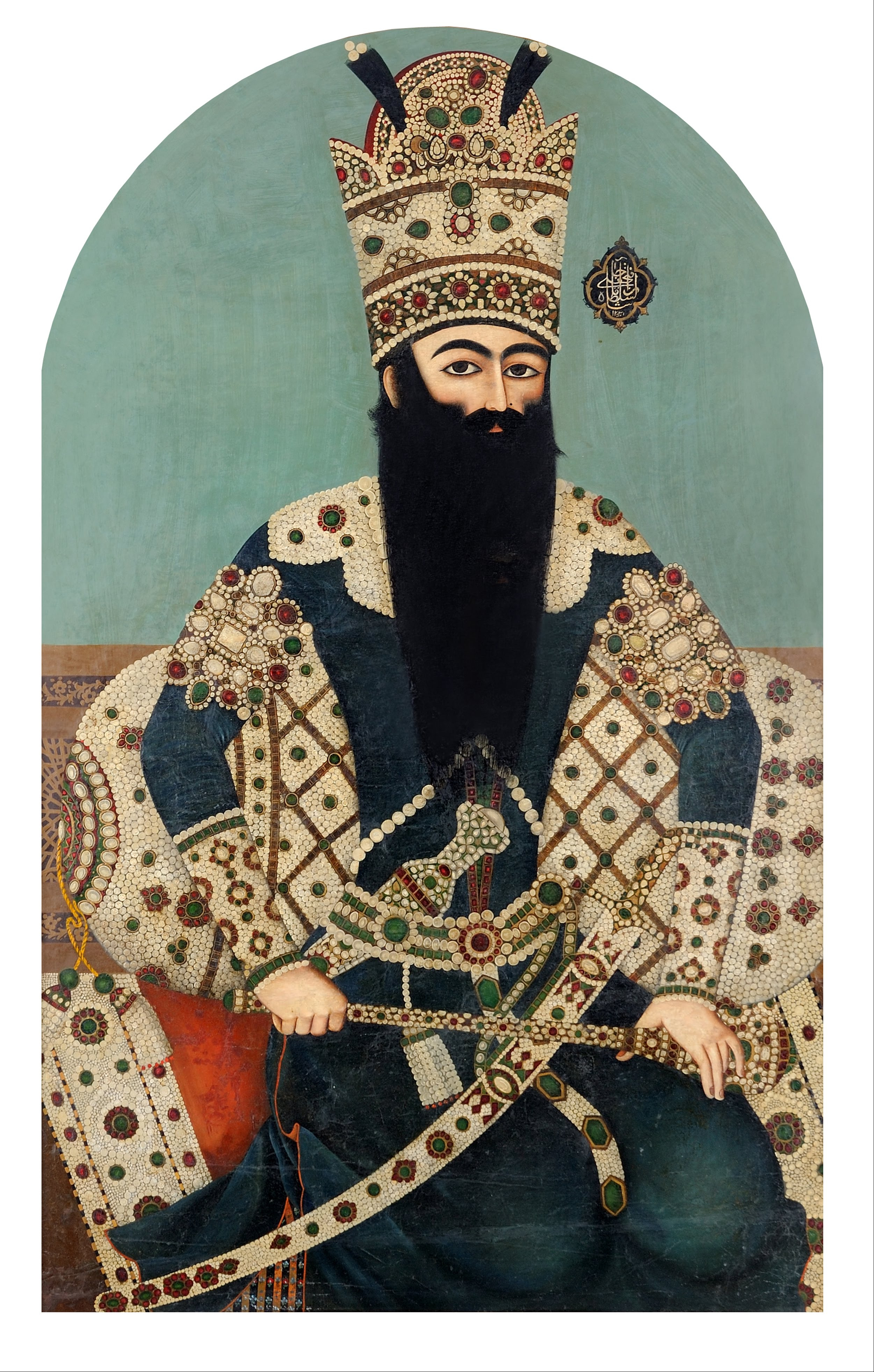
Михр Али, 1816, музей исламского искусства города Дохи